# دومينيك إرنست
دومينيك إرنست (بالألمانية: Dominik Ernst)‏ هو لاعب كرة قدم ألماني، ولد في 8 أغسطس 1990 في غلزنكيرشن في ألمانيا. لعب مع فورتونا كولن.

## وصلات خارجية
- دومينيك إرنست على موقع قاعدة بيانات كرة القدم.إي يو (الإنجليزية)
- دومينيك إرنست على موقع Soccerway.com (الإنجليزية)
- دومينيك إرنست على موقع عالم كرة القدم.نت (الإنجليزية)